# Vologda (stad)
Vologda (Russisch: Вологда) is een stad in het noorden van Europees-Rusland. Het is de hoofdplaats van de gelijknamige oblast. De stad is gelegen aan de rivier de Vologda, zo'n 450 kilometer ten noorden van Moskou en 550 kilometer ten oosten van Sint-Petersburg.

## Geboren in Vologda
- Varlam Sjalamov (1907-1982), auteur
- Tamara Rylova (1931-2021), schaatsster
- Irina Armstrong (1970), dartsspeelster
- Albina Achatova (1976), biatlete
- Anna Bogali-Titovets (1979), biatlete
- Joelia Tsjekaleva (1984), langlaufster
- Daniil Beliaev (1995), schaatser

Bestuurlijk centrum: Vologda

Babajevo · Belozersk · Charovsk · Grjazovets · Kadnikov · Kirillov · Krasavino · Nikolsk · Oestjoezjna · Sokol · Totma · Tsjagoda · Tsjerepovets · Veliki Oestjoeg · Vytegra